# ماویلی-ماندلو
ماویلی-ماندلو (به فرانسوی: Mavilly-Mandelot) یک کمون در فرانسه با جمعیت ۱۵۸ نفر است که در Canton of Beaune-Nord واقع شده‌است.